# 张瀛岑
张瀛岑（1962年—），河南郑州人，汉族，中华人民共和国政治人物、第十二届全国人民代表大会河南地区代表。
毕业于中央党校工商管理专业。加入中国共产党。担任河南省天伦投资控股有限公司董事长。2008年起担任全国人大代表。2013年，担任全国人大代表。